# PGC 34184
LEDA/PGC 34184 ist eine Galaxie im Sternbild Großer Bär am Nordsternhimmel und ist schätzungsweise 237 Millionen Lichtjahre von der Milchstraße entfernt. Vermutlich bildet sie gemeinsam mit NGC 3577 ein gravitativ gebundenes Galaxienpaar.

Im selben Himmelsareal befinden sich u. a. die Galaxien NGC 3583 und NGC 3595.